# Colla rossa
La colla rossa è un collante marino (dove col termine "marino" s'intende che resiste immerso nell'acqua di mare per lunghi periodi) bicomponente a base di resina resorcinica (resorcina/fenolo/formaldeide). 
La resina adesiva è un liquido denso dal colore rosso scuro (da cui il nome), va mescolata con un induritore in polvere in proporzione di 5:1.
Viene utilizzata per l'incollaggio di parti in legno. Trova impiego nelle costruzioni navali ed aeronautiche in legno. Fu utilizzata in particolare per la costruzione di eliche in legno per aerei in sostituzione della meno affidabile colla di pesce.
Venne sviluppata in Italia intorno agli anni trenta.